# Franz Kaiser (Politiker)
Franz Kaiser (* 18. Dezember 1890 in Rauisch-Holzhausen, heute mit der Schreibung Rauischholzhausen Ortsteil von Ebsdorfergrund; † 8. August 1988 in Marburg-Wehrda) war ein Landwirt, langjähriger Kommunalpolitiker und Mitglied des Preußischen Landtages in der zweiten Wahlperiode 1924 bis 1928 für die Deutsche Volkspartei. Im Alter betätigte er sich als Lokalhistoriker.
Kaiser wurde am 21. Mai 1922 in die Freimaurerloge Marc Aurel zum flammenden Stern in Marburg aufgenommen; ihr gehörte er bis 1925 an.
Er wurde 1981 mit dem Verdienstkreuz 1. Klasse der Bundesrepublik Deutschland ausgezeichnet.

## Schriften
- Franz Kaiser: Ebsdorfergrund. Geschichtliche Aufsätze aus dem Gemeindeblatt „Ebsdorfergrund-Nachrichten“ erschienen in den Jahren 1976 bis 1980. Marburg 1980.